# Josianne Fleming-Artsen
Josianne Stefanie Fleming-Artsen (1949) was van 19 december 2014 tot 19 november 2015 gevolmachtigde minister van Sint Maarten en daarmee de vertegenwoordiger van het land Sint Maarten in Nederland en lid van de Raad van ministers van het Koninkrijk der Nederlanden.
Fleming-Artsen was van 1999 tot 2010 president (rector) van de Universiteit van Sint Maarten.
Zij is lid van de United People's Party (UP). Van 2010 tot 2013 was ze al plaatsvervangend gevolmachtigd minister geweest, onder Mathias Voges, de eerste gevolmachtigde minister van Sint Maarten. Fleming-Artsen werd opgevolgd door Henrietta Doran-York.